# 安八コミュニティバス
安八コミュニティバス（あんぱちコミュニティバス）とは、岐阜県安八郡安八町がスイトトラベルに委託して運行しているコミュニティバスである。
愛称はアンビーバス。

## ルート
- 北部線：安八温泉 - 安八町役場 - 板屋島 - 芝原 - 津村方- ほづみ園 - プラント6 - 入方 - 安八町役場 - 安八温泉
- 南部線：安八温泉 - 安八町役場 - 森部 - 大森 - 安八町役場 - 総合体育館 - 中 - 牧 - 安八温泉
  - それぞれに西まわり・東まわりがある。
  - ほづみ園及びプラント6バス停は瑞穂市に存在

## 運行日
- 下記の日以外の毎日
  - 毎月1日、15日（日祝日の場合は翌日）
  - 8月15日
  - 10月第2日曜日
  - 12月31日 - 翌年1月1日

## 運賃
- 100円均一
- 中学生以下、70歳以上は無料

## 歴史
- 2003年（平成15年）10月16日 - 安八コミュニティバス運行開始。
- 2018年（平成30年）7月18日 - 路線を一部変更。北部線が瑞穂市に乗り入れ[1]。